# Эд-Духан
Эд-Духа́н (араб. جبل الدخان‎, Джебель-эд-Духан) — вершина высотой 134 метра над уровнем моря в Южной мухафазе островного государства Бахрейн. Вершина Эд-Духан расположена на крупнейшем острове Бахрейна и является высочайшей точкой государства.
Дословно название вершины переводится как «Дымящаяся гора» (от араб. دخان‎, духан — «дым; чад; пар»). В наиболее жаркие дни на холме может появиться туман, который, вероятно, и дал ему название.
На вершине и вокруг неё были найдены кремнёвые орудия каменного века, относящиеся к самой ранней истории Бахрейна.